# Wipper (Saale)
Die Wipper ist ein etwa 85 km langer linker Nebenfluss der Saale. Sie zählt zu den Gewässern erster Ordnung in Sachsen-Anhalt.

## Verlauf
Die Wipper entspringt am Auerberg bei Stolberg im Harz und mündet bei Bernburg in die Saale. Einige Kilometer vor der Mündung zweigt von der Wipper bei Amesdorf die Liethe ab, die bei Staßfurt in die Bode mündet.

### Gewässer am Flussverlauf
Auf ihrem Weg zur Saale durchquert die Wipper diese Gewässer:
- Schmale Else (L)
- Wolfsberger Wipper (R) bei Dankerode
- Talsperre Wippra bei Wippra (ein weiteres Staubecken befindet sich derzeit in Planung)
- Horla (Bach) (R) bei Wippra
- Schmale Wipper (L) bei Wippra (aufgestaut im Grenzteich)
  - Waldbach vom Wipperberg nahe Menschentrappe
    - Fronholzgraben
      - Neudorfer Graben (aufgestaut im Neudorfer kleiner Teich 2, Neudorfer Gemeindeteich und Kunstteich Neudorf)
        - N.N. (aufgestaut im Neudorfer Schäferteich)

      - N.N. (aufgestaut im Neudorfer Gemeindeteich)
- Hasselbach (Wipper) (R) bei Wippra
- Brumbach (Wipper) (R) bei Friesdorf
- Sengelbach (R) in Biesenrode
- Dorfbach (Wipper) (L) in Biesenrode
- Vatteröder Teich bei Vatterode
- Ochsenpfuhlbach (R) bei Vatterode
- Hagenbach (Wipper) (R) bei Mansfeld
- Talbach (Wipper) (R) bei Leimbach
- Fuchsbach (Wipper) (R) bei Großörner
- Stockbach (L) bei Großörner
- Alte Wipper, auch bekannt als Regenbeck (R) bei Burgörner
- Hadeborn (L) bei Hettstedt
- Walbke, auch bekannt als Ölgrundbach (L) bei Wiederstedt
- Rote Welle (Wipper) (R) bei Sandersleben
- Eine (L) bei Salzkoth/ Aschersleben
- Mühlgraben (Wipper) (L) bei Groß Schierstedt

### Orte am Flussverlauf
Am Fluss liegen der Kurort Wippra, die Ortschaften Friesdorf, Rammelburg, Biesenrode, Vatterode, Leimbach, Großörner, Hettstedt, Wiederstedt, Sandersleben, Freckleben, Drohndorf, Mehringen, Aschersleben, Klein Schierstedt, Groß Schierstedt, Giersleben, Warmsdorf, Güsten, Osmarsleben, Cölbigk, Ilberstedt, Bullenstedt und die Kreisstadt Bernburg.

### Mühlen am Flussverlauf
- Wippermühle in Wippra
- Kratzmühle zwischen Friesdorf und Rammelburg, benannt nach dem ersten Besitzer Nickel Kratz
- Herrenmühle zwischen Friesdorf und Rammelburg, (heute eine Autowerkstatt) war lange Zeit ein Kinderferienlager
- Klippmühle zwischen Biesenrode und Vatterode:[6] Im Jahre 1848 kaufte August Schumann eine Mehlmahl- und Sägemühle, die 1893 von Reinhold Schumann übernommen worden ist. Mit dem Bau der Wipperliese eröffnete er einen Ausschank und bald darauf nebenan ein Lokal. Dieses wurde 1923 von seinem Sohn Reinhold übernommen. Nach dem Zweiten Weltkrieg führte seine Tochter das Geschäft weiter, bis es 1950 von der Handelsorganisation übernommen wurde. 1980 musste das Gebäude wegen Baufälligkeit geschlossen werden; der Abriss folgte 1996.
- Obermühle in Biesenrode Dreiseitenhof mit Fachwerk
- Untermühle in Biesenrode, Vierseitenhof, nach Brand 1914 wieder aufgebaut
- Große Mühle in Vatterode: Die „Große Mühle“ wurde bereits 1410 von Cyriakus Spangenberg erwähnt und 1832 von der Mansfelder Kuxgewerkschaft gekauft. 1952 übernahm die LPG „Wippertal“ die Mühle, bis sie 1996 in den Besitz der Familie Lange überging.
- Dorfmühle in Großörner
- Pfeiffermühle in Großörner: Die Pfeiffermühle wurde existiert mindestens seit dem 16. Jahrhundert und wurde vor allem als hüttentechnische Anlage benutzt. Von 1906 bis 1930 war die Brotbäckerei der Mansfeld AG in ihren Gebäuden zu finden. Ganz in der Nähe befindet sich das Mühlenbad, ein Freibad, das heute noch genutzt wird.
- Wiesenmühle in Großörner
- Obermühle in Hettstedt:[7] Die Obermühle (auch Graumanns Mühle genannt) umfasste das Gebiet der heutigen Berufsfeuerwehr Hettstedt, der Poliklinik und der AOK. Die Mühle selbst musste 1930 abgerissen werden, obwohl die Stadt Hettstedt versucht hatte, mit einer aufwendigen Sanierung die Mühle zu retten. Bis in die heutige Zeit sind nur noch die Straßennamen erhalten geblieben, die auf einen ehemaligen Mühlenstandort hinweisen – Obermühlenstraße und Mühlgartenstraße.
- Ratsmühle in Hettstedt:[8] Die Ratsmühle (auch Mittel- oder Heunemühle genannt) entstand wahrscheinlich im 11. bzw. Anfang des 12. Jahrhunderts und befand sich auf Höhe der heutigen Sparkasse. Erstmals urkundlich erwähnt wurde sie im Jahre 1543 als Heunenmühle. 1603 gelangt sie in den Besitz der Stadt Hettstedt und wird seitdem als Rats- oder Herrenmühle genannt. Danach wird sie mehrmals verpachtet, bevor sie 1858 verkauft wird. Danach befand sie sich lange Zeit im Besitz der Familie Drittel. Am 17. Oktober 1967 brannte die Mühle so stark ab, dass sich ein Wiederaufbau dieser nicht mehr lohnte. Die abgebrannte Mühle verschwand im Oktober 1983 endgültig, als die Untere Bahnhofstraße ihre jetzige Gestalt bekam.
- Untermühle in Hettstedt:[9] Die Untermühle in Hettstedt wurde erstmals 1480 erwähnt und befindet sich am Ende der heutigen Untermühlenstraße. Seit dem 16. Jahrhundert wird sie auch als Heuken- oder Wiesenmühle genannt. Seit ihrem Bestehen war sie im Beitz der Grafen von Mansfeld. Nach dem Aussterben des Grafengeschlechts im Jahre 1780 wurde die Mühle Eigentum der Kurfürsten von Sachsen. Trotzdem konnte der Mühlenpächter die Mühle als Erblehen an die Familienmitglieder weitervererben. Zuletzt war die Familie Körbitz Besitzer der Mühle, bevor sie 1960 als Betriebsmühle in das Eigentum der LPG übergeht. 1980 stellt sie ihren Betrieb ein. Heute sind das Mühlengebäude und das Mühlrad stark verwüstet.
- Untermühle in Güsten: Die 1462 erstmals erwähnte Mühle wurde 1789 neu errichtet.

## Hochwasser
Am 12. und 13. April 1994 kam es im Unterharz zu ergiebigen Regenfällen von bis zu 75 Liter pro Quadratmeter. Das führte zum Übertreten zahlreicher Flüsse und Bäche. Auch die Wipper und damit sämtliche Orte am Flusslauf waren vom Hochwasser betroffen.
Zum Saalehochwasser von 2013 trug die Wipper mit einem kurzen schnellen Hochwasser bei.

## Namensherkunft
Elfriede Ulbricht sah eine Herkunft aus dem mittelniederdeutschen, holländischen bzw. mittelenglischen Wippen. Demnach ist der Flussname Wipper in Deutschland 15-mal belegt, auch in Abwandlungen wie Wipfer. Das Grundwort war ursprünglich aha (eine Variante des -au). Dieses wurde im späten 10. Jahrhundert der Schwächung auf -a und im frühen 11. Jahrhundert auf -e unterworfen und verschwand danach völlig bei der Wipper. Bei anderen Flüssen diesen Namens erhielt sich das -a oder -e. Der Name würde sich also aus drehen, drehende, schwingende Bewegung und Wasser (im Sinne von Fließgewässer) zusammensetzen.
Eine sehr ähnliche Bedeutung nahmen Felix Solmsen und Ernst Fraenkel an, sahen die Wurzel des Namens aber mit noch älterem, indogermanischen Ursprung und übersetzen den Flussnamen als die Hüpfende.

## Verschiedenes

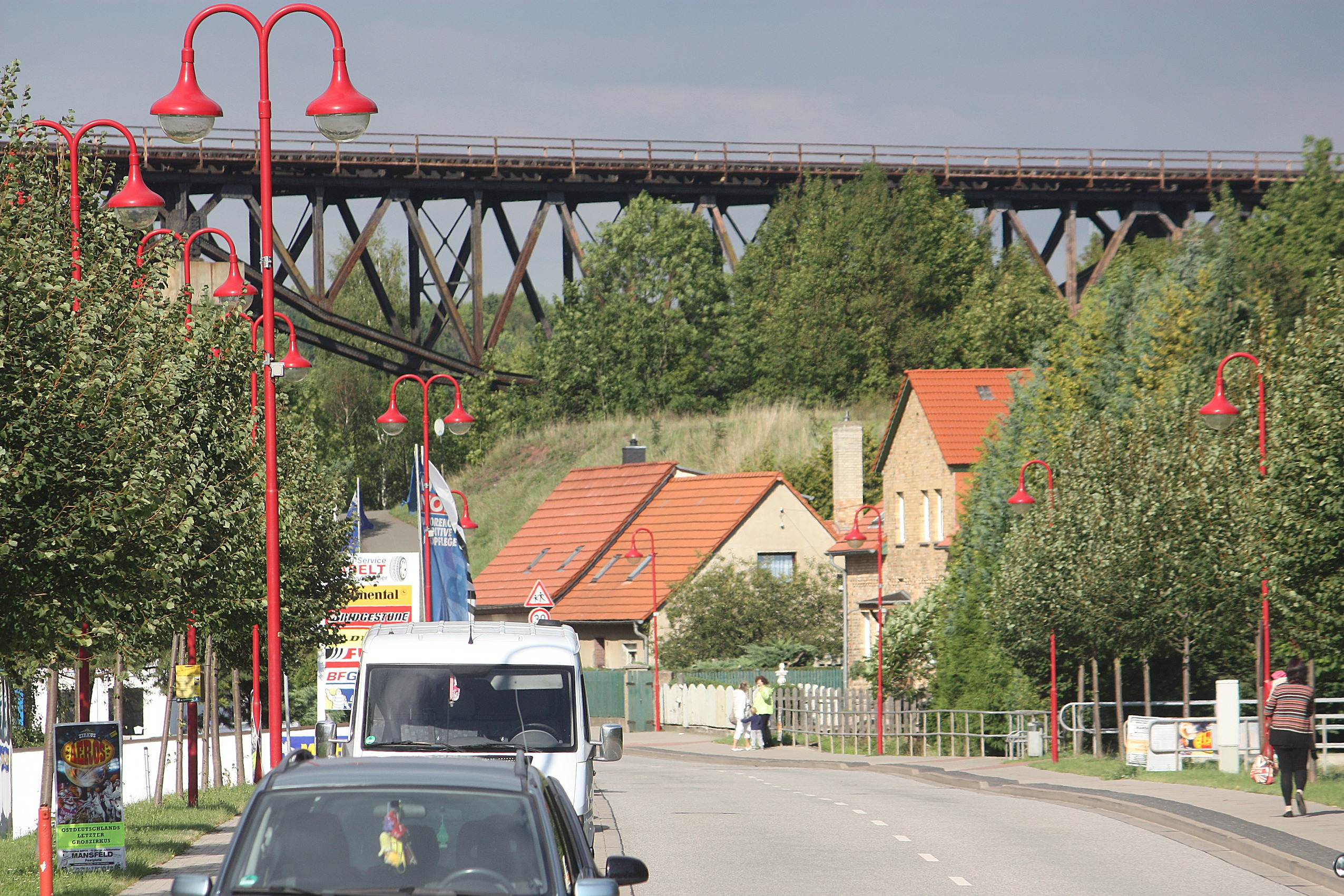
Brücke der Wipperliese in Mansfeld

- Das von Wilhelm Raabe bekannte „Wanza an der Wipper“ ist ein fiktiver Ort.

- Die Wipper ist namensgebend für die beiden Verwaltungsgemeinschaften Wipper-Eine und Saale-Wipper.

- Die zwischen Wippra und Mansfeld dem Flusslauf folgende Bahnlinie wird im Volksmund auch „Wipperliese“ genannt.

- Zwischen Sandersleben und der Mündung der Wipper in die Saale verläuft der Wipperradweg.[13]
- Zwischen Dankerode und Wippra verläuft der Harzer Naturistenstieg, Deutschland erster Nacktwanderweg.